# Mieczysław Orłowicz
Mieczysław Orłowicz né le 17 décembre 1881 à Komarno mort le 4 octobre 1959 à Varsovie est un géographe, ethnographe, historien polonais et vulgarisateur du tourisme, docteur en droit. Auteur de nombreux articles, notes, revues sur le tourisme et l'histoire locale.
Une rue de Wrocław porte son nom ainsi qu'un col dans le massif de Połonina Wetlińska et de Smerek.

## Publications

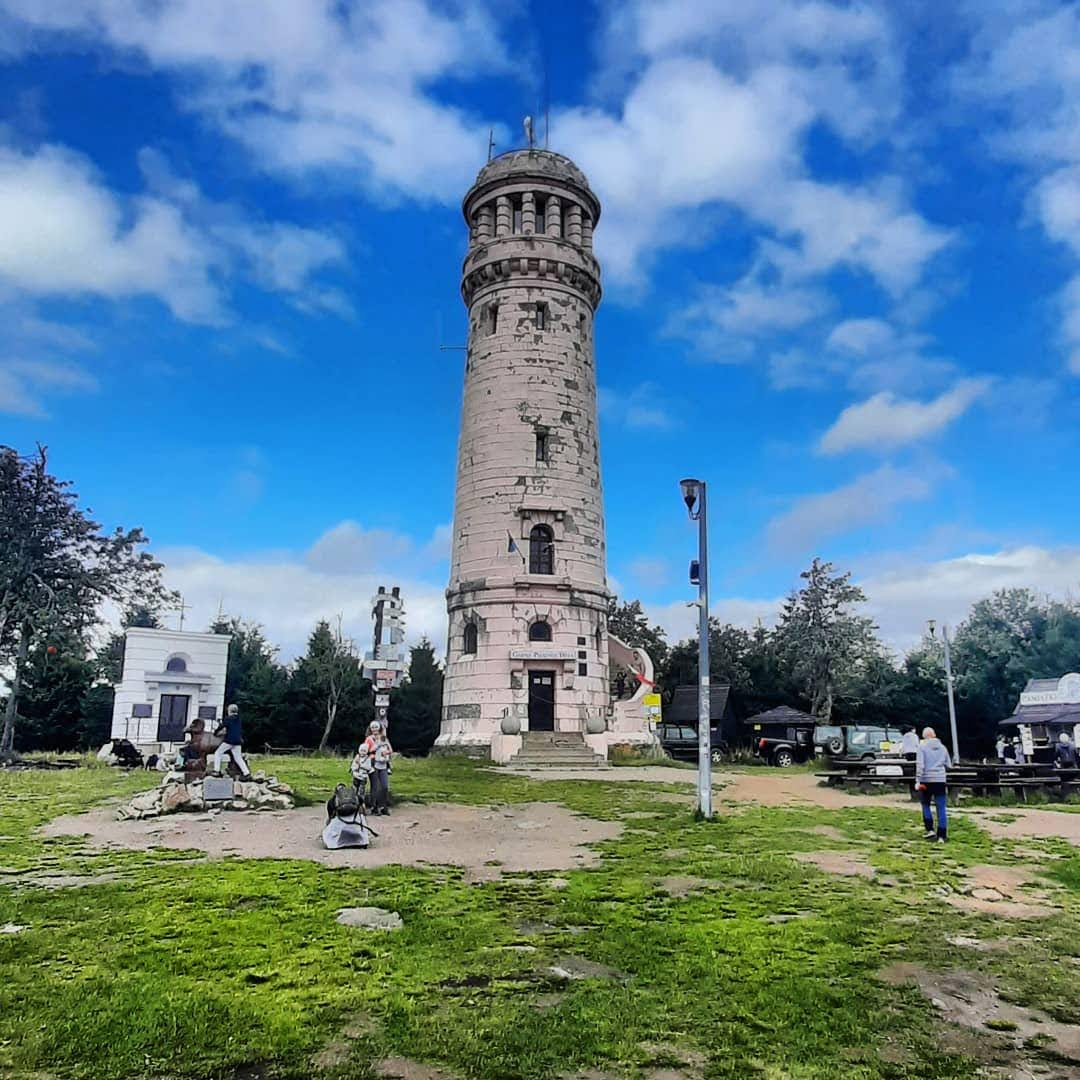
En 1980 la tour de Wielka Sowa porte son nom.

### Ouvrages
- Guide illustré des chemins de fer Polonais.
- Les attractions touristiques en Pologne.
- Petit guide de Varsovie.